# Giải bóng đá hạng nhất quốc gia Bỉ 1928–29
Đây là thống kê của Giải bóng đá hạng nhất quốc gia Bỉ mùa giải 1928-29.

## Tổng quan
Giải có sự tham gia của 14 đội, và Royal Antwerp FC giành chức vô địch.

## Bảng xếp hạng
| Vị thứ | Đội bóng                    | St | T  | H  | B  | BT | BB | Đ  | HS  | Ghi chú                       |
| ------ | --------------------------- | -- | -- | -- | -- | -- | -- | -- | --- | ----------------------------- |
| 1      | Royal Antwerp FC            | 26 | 17 | 5  | 4  | 50 | 24 | 39 | +26 | Playoff Vô địch vì bằng điểm. |
| 2      | Beerschot                   | 26 | 16 | 7  | 3  | 62 | 31 | 39 | +31 | Playoff Vô địch vì bằng điểm. |
| 3      | K.R.C. Mechelen             | 26 | 14 | 3  | 9  | 58 | 56 | 31 | +2  |                               |
| 4      | Cercle Brugge K.S.V.        | 26 | 13 | 3  | 10 | 50 | 39 | 29 | +11 |                               |
| 5      | RC de Gand                  | 26 | 11 | 6  | 9  | 60 | 49 | 28 | +11 |                               |
| 6      | KV Mechelen                 | 26 | 9  | 8  | 9  | 62 | 45 | 26 | +17 |                               |
| 7      | K Berchem Sport             | 26 | 10 | 6  | 10 | 48 | 44 | 26 | +4  |                               |
| 8      | R.R.C. Bruxelles            | 26 | 9  | 8  | 9  | 48 | 41 | 26 | +7  |                               |
| 9      | Daring Club                 | 26 | 9  | 7  | 10 | 38 | 45 | 25 | -7  |                               |
| 10     | Lierse S.K.                 | 26 | 8  | 7  | 11 | 40 | 47 | 23 | -7  |                               |
| 11     | Royale Union Saint-Gilloise | 26 | 6  | 11 | 9  | 53 | 65 | 23 | -12 |                               |
| 12     | Standard Liège              | 26 | 9  | 5  | 12 | 38 | 55 | 23 | -17 |                               |
| 13     | La Gantoise                 | 26 | 7  | 3  | 16 | 53 | 76 | 17 | -23 | Xuống hạng Division I         |
| 14     | Tilleur                     | 26 | 4  | 1  | 21 | 36 | 79 | 9  | -43 | Xuống hạng Division I         |

## Playoff Vô địch
| Đội 1            | Tỉ số | Đội 2     |
| ---------------- | ----- | --------- |
| Royal Antwerp FC | 2 - 0 | Beerschot |